# F. Háj
F. Háj, nebo též Felix Háj, byl literární pseudonym spisovatelky Marie Wagnerové, roz. Černé (27. května 1887, Mníšek pod Brdy – 25. července 1934, tamtéž), píšící zejména idylické romány a románové cykly pro mládež, z nichž nejznámější jsou Školák Kája Mařík a Řídících Márinka.

## Život

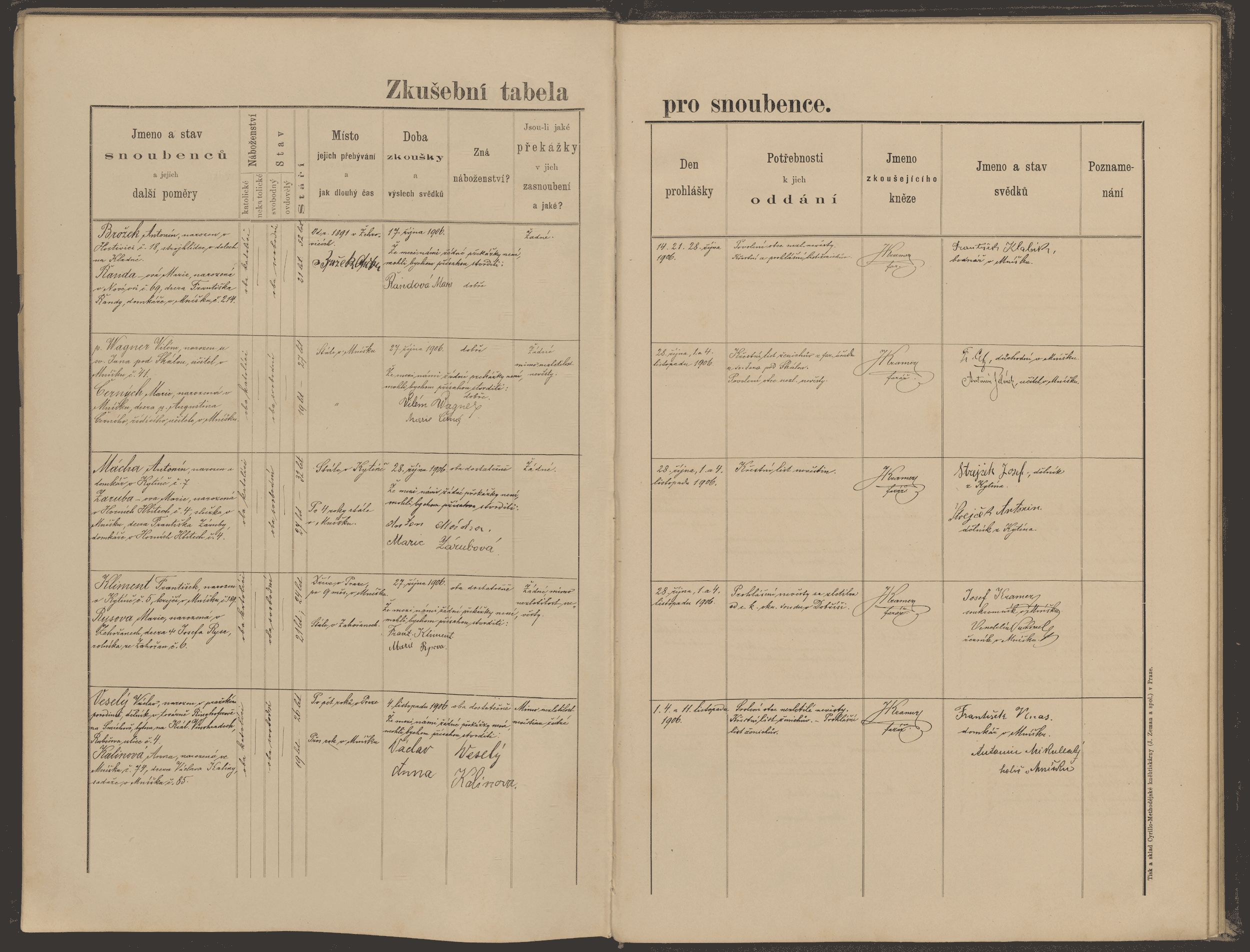
Záznam o zkoušce snoubenců Viléma Wagnera a Marie Černé z roku 1906 (SOkA Praha-venkov)

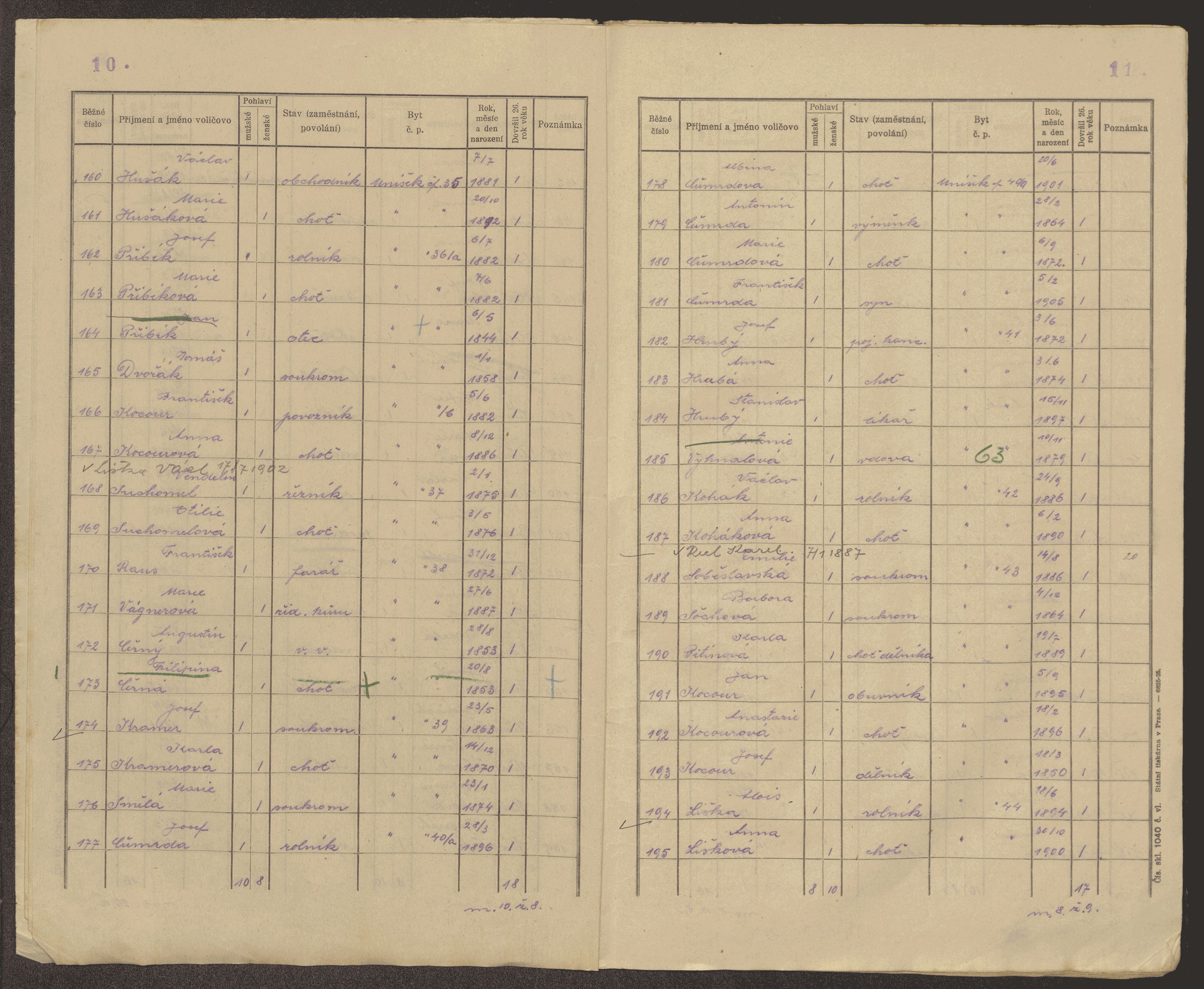
Marie Wagnerová na voličském seznamu z roku 1926 (SOkA Praha-venkov)

Narodila se jako druhá dcera ředitele mníšecké obecné školy Augustina Černého (1853–1938) a jeho manželky Filipíny, rozené Horákové (1852–1926). Základní a měšťanskou školu vychodila v Mníšku, vystudovala učitelský ústav v Českých Budějovicích. Současně studovala hudbu a zpěv.
Po maturitě se vrátila do Mníšku, kde se v 7. listopadu 1906 provdala za místního učitele Viléma Wagnera a působila jako varhanice a učitelka hudby. Dne 1. srpna 1907 se jí narodil syn Vilém (Vilda). Marie Wagnerová žila se svým manželem na pražském Zlíchově, odkud se v roce 1914 i se synem vrátila do Mníšku. V roce 1920 bylo manželství rozvedeno od stolu i lože a v roce 1922 rozloučeno. Otec Augustin Černý musel po odchodu do penze roku 1924 opustit služební byt. Marie Wagnerová proto přijala místo farní hospodyně na faře v Mníšku a získala tak bydlení pro sebe, otce i pro syna Vildu. Tehdy také začala publikovat své první literární práce. Po smrti faráře Františka Rause (??—1933), který ji v jejím literárním úsilí podporoval a pomáhal jí, se odstěhovala do jiného domu v Mníšku.
Vedla místní ženský pěvecký sbor, pořádala besídky a hudební akademie. Přestože byla horlivě věřící katoličkou, byla i dlouholetou funkcionářkou Sokola. V roce 1927 se stala členkou spolku vyhraněně katolických spisovatelů Družina literární a umělecká.
Zemřela ve 47 letech na rakovinu. Pochována je na hřbitově v Mníšku pod Brdy.

## Dílo
Hlavní dílo autorky představuje sedmidílný cyklus o Kájovi Maříkovi (později nastaven o další díly), kterým proslavila své rodné městečko (byť je v knize přejmenovala na Lážov) a pětidílný cyklus o řídících Márince.

### Přehled děl
- Pozdě, 1924
- K. Dariš, 1926
- Školák Kája Mařík, 1926–31 (7 dílů). Dostupné jako e-kniha.
- Lásky světlo a vášně stín, 1927
- Blanka zahradníkova, 1928
- Než láska zavolá, 1928
- Pohádky, 1928
- Přišel život, 1928
- Řídících Márinka, 1928–31 (5 dílů)
- Maryčka, 1929
- Hanička Šeborová, 1930
- Kája Mařík v pohádce, 1932
- Kájovy děti, 1932
- Kájovy nejmilejší pohádky, 1932
- Kájovy prázdniny, 1932
- Kájova dobrodružství od posvícení do jara, 1934
- Kájovo mládí, 1934
- Až potom…, 1934
- Kájovy radosti a trampoty, 1934
- Příhody Káji Maříka, 1939
- První a druhá pohádka paní řídící. Vánice, 1944
- Za písničkou. Staník má spalničky. Nejkrásnější hromnička, 1944

## Posmrtná připomínka
- Naučná stezka Mníšek pod Brdy připomíná život a dílo Marie Wagnerové na zastávkách „Kája Mařík“ a „Felix Háj - autor Káji Maříka“[9]